# شوزم جميل الرأس
شوزم جميل الرأس (الاسم العلمي:Psiadia callocephala) هو نوع من النباتات يتبع جنس الشوزم من الفصيلة النجمية.